# Spencer Daniels
Spencer Eli Daniels (23 de dezembro de 1992,Los Angeles, California]]) é um ator estadunidense. Ele já participou da série de televisão Mom e do filme Star Trek.

## Filmografia

### Filmes
| Ano  | Filme                               | Papel                         | Notae                                                              |
| ---- | ----------------------------------- | ----------------------------- | ------------------------------------------------------------------ |
| 2004 | Billy Conroy Takes a Stand          | Billy Conroy                  |                                                                    |
| 2004 | Billy's Dad Is a Fudge-Packer!      | Billy                         |                                                                    |
| 2005 | Witchwise                           | Andrew                        |                                                                    |
| 2008 | The Least of These                  | Alex                          |                                                                    |
| 2008 | The Curious Case of Benjamin Button | Benjamin Button ; com 12 anos |                                                                    |
| 2009 | Star Trek                           | Johnny                        | Originalmente como George Samuel "Sam" Kirk, Jr. Em cena estendida |
| 2010 | Au Pair, Kansas                     | Atticus                       |                                                                    |
| 2010 | Pigeon Kicker                       | Scott/Real Adam               |                                                                    |
| 2011 | Awakening Arthur                    | Aiden                         |                                                                    |
| 2011 | Dangerously Close                   | Christian "Sketch" Shady      |                                                                    |
| 2011 | Last Kind Words                     | Eli                           |                                                                    |
| 2012 | Thunderstruck                       | Connor                        |                                                                    |
| 2013 | The Midnight Game                   | Jeff                          |                                                                    |

### Televisão
| Ano             | Título                            | Papel                   | Notas                                                           |
| --------------- | --------------------------------- | ----------------------- | --------------------------------------------------------------- |
| 2003            | The Lyon's Den                    | Boy on Bicycle          | Episódio: Piloto                                                |
| 2003            | Judging Amy                       | Child in Custody Battle | Episódio: "The Best Interests of the Child"                     |
| 2003            | MADtv                             | Skeeter                 | Episode: "Episódio 10"                                          |
| 2004            | 10-8: Officers on Duty            | Little Boy              | Episódio: "Flirtin' with Disaster"                              |
| 2004            | Cold Case                         | Jerry Kasher            | Episódio: "The Plan"                                            |
| 2004            | The John Henson Project           | Lee Elia                | Episódio: "Piloto"                                              |
| 2005            | It's Always Sunny in Philadelphia | Tommy Doyle             | Episódio: "Charlie Wants an Abortion"                           |
| 2006, 2012–13   | The Office                        | Jake Palmer             | 3 episódios                                                     |
| 2008            | Twenty Good Years                 | Young John Mason        | Episódio: "Come Fly With Me"                                    |
| 2009            | Big Love                          | Hustler                 | Episódio: "Empire"                                              |
| 2009            | Crash                             | Tyler Lomand            | Elenco Recorrente                                               |
| 2009            | NCIS                              | Brett Murphy            | Episódio: "Child's Play"; 7ª temporada - episódio 9             |
| 2010            | CSI Miami                         | Nick West               | Episódio: "9-1-1"                                               |
| 2011            | No Ritmo                          | Paul                    | Episódio: "Beam It Up"                                          |
| 2013–2014, 2016 | Mom                               | Luke                    | Elenco Regular (Temporadas 1 and 2), Participação (Temporada 4) |
| 2014            | Major Crimes                      | Chip                    | Episódio: "Party Foul"                                          |